# Peter Torsén
Karl Peter Torsén, född 17 januari 1956 i Åkers styckebruk, är en svensk komiker och musiker mest känd under artistnamnet Walter Kurtsson. Han var medlem i musikgruppen Heartbreak Hotel 1974–1983 under artistnamnet Peter Fatale. och är numera med i showbandet Grabbarna.

## Walter Kurtsson
Peter Torsén började använda namnet Walter Kurtsson redan 1972. Detta för att dölja sin riktiga identitet i radions P3-program Pop i sommarnatt med Kjell Alinge där han sjöng "Kan du tänka dej en sommar utan sol och bad". Torsén hade tidigare skickat in sina egna låtar men aldrig fått dem spelade, så han provade att göra sitt sämsta och lyckades.
Åren 1996–1998 gjorde Walter Kurtsson Dolda mikrofånen i P4 Sörmland, ett slags dolda kameran fast utan kamera. Programpunkten blev så populär att Torsén släppte skivan Etta på topplistan!
År 1999 kom den andra skivan Mest Walter på Bert Karlssons skivbolag.
Förutom scenframträdande och skivor figurerar också Walter Kurtsson som skämtteckningar under rubriken "Mitt Walter Ego" i serietidningen Pondus, även i den norska utgåvan.
År 2011 gjorde Walter Kurtsson TV-debut i Talang 2011 där han gick vidare till slutaudition. Walter framförde låtarna "Walters Rock" och "Walters Polska" med halv(a)kustisk gitarr och ballong-munspel.
Peter Torsén har även ett produktions- och skivbolag, samt förlag kallat Zero Zero Musik & Komik.

## Priser
- Eskilstuna Kommuns musikpris 2000[7]
- Eskilstatyetten för sin kulturgärning 2009.

## Diskografi
- Heartbreak Hotel: I hetaste laget, (Sonet) 1980[3]
- Heartbreak: Ung och gjord av glas, (Sonet) 1980[3]
- Heartbreak: Wow!, (EMI) 1983[3]
- Walter Kurtsson: Etta på topplistan!, (Fifty Fifty) 1996[8]
- Walter Kurtsson: Mest Walter, (Dirty Records) 1999[5][9]
- Walter Kurtsson: Absolute the best of Walter Kurtsson greatest hits, (Zero Zero Musik & Komik) 2008[10][4]